# Andrew Hussey
Pour les articles homonymes, voir Hussey.
Andrew Hussey (Liverpool, 1963) est un historien et enseignant britannique.

## Biographie
Étudiant à la Victoria University of Manchester puis à l'université Jean-Moulin-Lyon-III, Andrew Hussey obtient un doctorat en philosophie, sa thèse portant sur Georges Bataille.
En 2000, il est professeur à l'University of Wales.
Par la suite, il entre comme professeur d'histoire culturelle à l'University of London Institute in Paris, seule faculté britannique publique d'Europe continentale, dont il est le doyen.
Il est auteur d'essais, principalement sur la littérature et l'histoire de la France au XXe siècle, et collabore au journal The Guardian.

## Publications
- The Haçienda must be built: on the legagy of Situationist revolt, essays and documents relating to an international conference on the Situationist international, the Hacienda, Manchester 1996, avec Gavin Bowd, Queensgate (Huddersfield), AURA publishing, 1996.
- The Inner Scar: The Mysticism of Georges Bataille, thèse de doctorat, Amsterdam / Atlanta, Rodopi, 2000.
- The Game of War: The Life and Death of Guy Debord, 2001 ; trad. en français par Marguerite Baux et Lucie Delplanque, Guy Debord : la société du spectacle et son héritage punk, préface de Will Self, Paris, Globe, 2014,  (ISBN 9782211213271).
- The Beast at Heaven’s Gate: Georges Bataille and the Art of Transgression, Amsterdam, Rodopi, 2006.
- Paris: The Secret History, Londres, Penguin Books, 2006 ; trad. en français par Lucie Delplanque, L'Histoire cachée de Paris, Max Milo, 2 vols., 2008,  (ISBN 9782353410477).
- The French Intifada : The Long War Between France and its Arabs, Londres, Granta, 2014 ; trad. en français par Marie-Jeanne Acquaviva, Insurrections en France : du Maghreb colonial aux émeutes de banlieues, histoire d'une longue guerre, Paris, L'Artilleur, 2015,  (ISBN 9782810006748).
- The Strange and Enchanted Life of Isidore Isou, Londres, Reaktion Books, 2021.